# John Craig (matematico)
John Craig (Dumfries, 1663 – 11 ottobre 1731) è stato un matematico e teologo scozzese, Fellow of the Royal Society dal 1711.

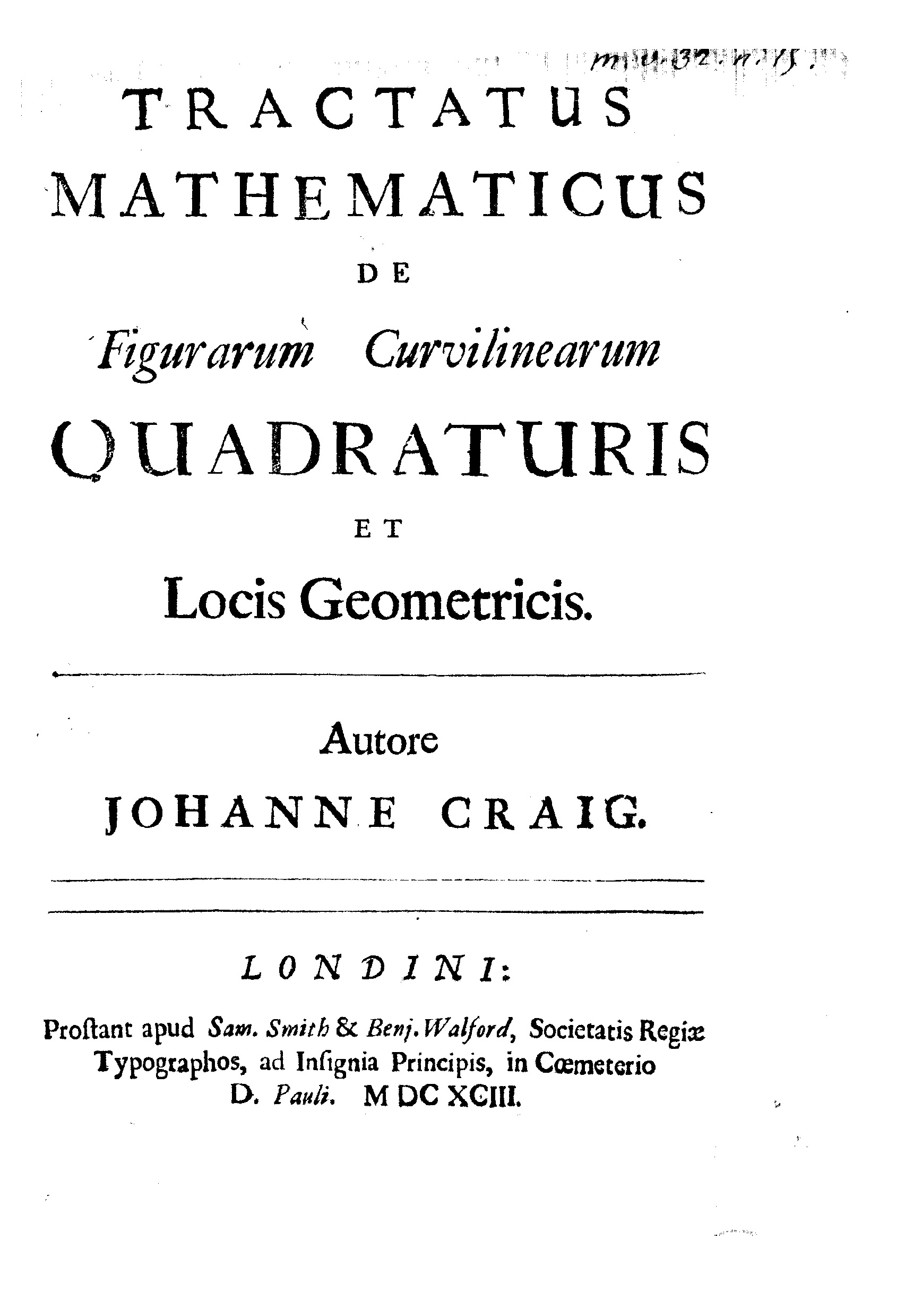
Tractatus mathematicus de figurarum curvilinearum quadraturis et locis geometricis, 1693

Studiò all'università di Edimburgo, si trasferì in Inghilterra e fu vicario della chiesa anglicana.

## Biografia
Amico di Isaac Newton, scrisse diverse opere minori sulla nuova analisi. È noto principalmente per la sua opera Theologiae Christianae Principia Mathematica (letteralmente Principii matematici della teologia cristiana), pubblicata nel 1698. In essa, propone una formula per descrivere la probabilità di un evento storico in dipendenza dal numero di testimoni primari e secondari, dal tempo e dalla distanza. Secondo questa formula, la probabilità della storia di Gesù raggiungerà lo zero nell'anno 3150. Quest'anno sarebbe quindi quello della seconda venuta di Cristo secondo il versetto 18:8 del vangelo di Luca.
La sua opera ebbe una cattiva accoglienza. Diversi matematici posteriori lamentarono il suo uso impreciso della probabilità e l'infondatezza della sua formula. Stephen Stigler, nel suo libro del 1999, più generosamente ammette tale uso della "probabilità", qualora ridefinita come test di verifica d'ipotesi.

## Opere
- (LA) John Craig, Methodus figurarum lineis rectis et curvis comprehensarum quadraturas determinandi, Moses Pitt, 1685.
- (LA) John Craig, Tractatus mathematicus de figurarum curvilinearum quadraturis et locis geometricis, Samuel Smith, Benjamin Walford, 1693.